# Love on the Air
A Love on the Air egy kislemez David Gilmour About Face című második szólóalbumáról, amit 1984-ben adtak ki. Két szám található a kislemezen, mégpedig a címadó dal, a Love on the Air és a szintén az About Face-ről származó Let's Get Metaphysical. Az első számot David közösen írta Pete Townshend-del, aki a The Who zenekarból ismert.

## Számok
1. Love on the Air – 4:19 (Gilmour/Townshend)
2. Let's Get Metaphysical – 4:09 (Gilmour)

## Külső hivatkozások
- Hivatalos oldal (angolul)